# تیتو (بازیکن فوتبال، زاده ژوئیه ۱۹۸۵)
تیتو (انگلیسی: Tito؛ زادهٔ ۱۱ ژوئیهٔ ۱۹۸۵) بازیکن فوتبال اهل اسپانیا است.
از باشگاه‌هایی که در آن بازی کرده‌است می‌توان به باشگاه فوتبال آلکورکون، باشگاه فوتبال گرانادا، باشگاه ورزشی رئال مایورکا، و باشگاه فوتبال رایو وایکانو اشاره کرد.